# Чилас (аэропорт)
Международный аэропорт «Чилас» (англ. Chilas Airport) (ИАТА: CHB, ИКАО: OPCL) — международный аэропорт в городе Чиласе в Гилгит-Балтистане. Этим аэропортом не пользуется ни одна пассажирская авиакомпания.